# Le Secret du vol 353
Pour plus de détails, voir Fiche technique et Distribution.
Le Secret du vol 353 (titre original : Sole Survivor, connu parfois sous le nom de Dean Koontz's Sole Survivor) est un téléfilm canadien de 2000, réalisé par Mikael Salomon sur un scénario de Richard Christian Matheson, d'après le livre éponyme de Dean Koontz. Il a été diffusé pour la première fois le 13 septembre 2000 aux États-Unis sur la Fox et en 2005 en Belgique sur Één.

## Synopsis
Après la mort de sa femme et de sa fille dans un accident d'avion, Joe Carpenter, un journaliste, découvre que ce crash cache peut-être une expérience scientifique impliquant des enfants. Une femme vient le trouver, alors qu'il est au cimetière devant la tombe de sa femme, pour lui annoncer qu'elle était à bord de ce vol, et qu'elle est l'unique survivante du crash…

## Distribution
- Billy Zane : Joe Carpenter
- Gloria Reuben : Rose Tucker
- Isabella Hofmann (en) (VF : Anne Deleuze) : Barbara Christman
- Rachel Victoria : 21-21
- Jodelle Ferland : Nina Carpenter
- Mitchell Kosterman (en) : Becker
- Christine Willes : Mercy Ealing
- Glenn Morshower : Robert Donner
- John C. McGinley : Victor Yates
- Teryl Rothery : Lisa Peccatone
- Peter Kent : Sbire no 2
- Roger Cross (VF : Lionel Henry (acteur)) : Dr. Smithie

## Récompenses
Nominations
- Saturn Award :
  - Saturn Award du meilleur téléfilm 2001